# Ніколаєвка (Нарімановський район)
Ніколаєвка (рос. Николаевка) — село у Нарімановському районі Астраханської області Російської Федерації.
Населення становить 1668 осіб. Входить до складу муніципального утворення Ніколаєвська сільрада.

## Історія
Населений пункт розташований на території українського етнічного та культурного краю Жовтий Клин. Від 1931 року належить до Нарімановського району.
Згідно із законом від 6 серпня 2004 року органом місцевого самоврядування до 1 вересня 2016 року було Ніколаєвська сільрада.

## Населення
| 2002  | 2010  | 2012  | 2013  | 2014  | 2015  | 2016  |
| ----- | ----- | ----- | ----- | ----- | ----- | ----- |
| 1522  | ↗1598 | ↗1628 | ↗1638 | ↗1658 | ↗1680 | ↗1684 |
| 2017  |       |       |       |       |       |       |
| ↘1668 |       |       |       |       |       |       |